# Regina King
Regina Rene King (sinh ngày 15/1/1971) là nữ diễn viên, đạo diễn người Mỹ. Trong sự nghiệp của mình, bà từng giành một giải Oscar, một giải Quả cầu vàng và bốn giải Primetime Emmy. Năm 2019, tờ Time xếp bà vào top 100 nhân vật có tầm ảnh hưởng nhất thế giới.
King lần đầu được biết tới qua vai diễn trong phim truyền hình 227 (1985 -1990). Bà bắt đầu nổi tiếng hơn qua các phim điện ảnh Friday (1995) và Jerry Maguire (1996), cũng như qua sê-ri Southland (2009–2013). Từ năm 2015 tới 2017, King tham gia phim truyền hình American Crime, dự án này mang về cho bà hai giải Primetime Emmy. Năm 2018, bà đóng phim Seven Seconds và giành được giải Emmy thứ ba. Cùng năm, vai diễn bà mẹ trong tác phẩm điện ảnh If Beale Street Could Talk mang về cho bà một giải Oscar và một giải Quả cầu vàng, đều ở hạng mục Nữ phụ xuất sắc nhất. Năm 2019, bà tiếp tục giành thêm một giải Primetime Emmy qua sê-ri phim truyền hình siêu anh hùng Watchmen.

## Thời thơ ấu
King sinh ra ở thành phố Los Angeles. Mẹ bà là Gloria, làm nghề giáo viên, còn cha bà, Thomas King, là một kỹ sư điện. Cha mẹ bà ly hôn năm 1979, khi bà 8 tuổi. Bà là chị cả trong gia đình, em gái bà, Reina King, cũng là một cựu diễn viên.
King từng học ở trường Trung học Westchester và tốt nghiệp năm 1988. Sau đó bà theo học Đại học Nam California.

## Đời tư
King kết hôn với Ian Alexander từ năm 1997 tới năm 2007. Họ sinh được một người con trai tên Ian Alexander Jr.

## Danh sách phim

### Điện ảnh
| Năm  | Tên                                     | Vai                  | Ghi chú    |
| ---- | --------------------------------------- | -------------------- | ---------- |
| 1991 | Boyz n the Hood                         | Shalika              |            |
| 1993 | Poetic Justice                          | Iesha                |            |
| 1995 | Higher Learning                         | Monet                |            |
| 1995 | Friday                                  | Dana Jones           |            |
| 1996 | A Thin Line Between Love and Hate       | Mia Williams         |            |
| 1996 | Jerry Maguire                           | Marcee Tidwell       |            |
| 1998 | Rituals                                 | —                    | Phim ngắn  |
| 1998 | How Stella Got Her Groove Back          | Vanessa              |            |
| 1998 | Enemy of the State                      | Carla Dean           |            |
| 1998 | Mighty Joe Young                        | Cecily Banks         |            |
| 1999 | Love and Action in Chicago              | Lois Newton          |            |
| 2001 | Down to Earth                           | Sontee Jenkins       |            |
| 2002 | Truth Be Told                           | Rayne                |            |
| 2003 | Daddy Day Care                          | Kim Hinton           |            |
| 2003 | Legally Blonde 2: Red, White & Blonde   | Grace Rossiter       |            |
| 2004 | A Cinderella Story                      | Rhonda               |            |
| 2004 | Ray                                     | Margie Hendricks     |            |
| 2005 | Miss Congeniality 2: Armed and Fabulous | Sam Fuller           |            |
| 2006 | The Ant Bully                           | Kreela               | Lồng tiếng |
| 2007 | Year of the Dog                         | Layla                |            |
| 2007 | This Christmas                          | Lisa Whitfield-Moore |            |
| 2010 | Our Family Wedding                      | Angela               |            |
| 2013 | Let the Church Say Amen                 |                      |            |
| 2014 | Planes: Fire & Rescue                   | Dynamite             | Lồng tiếng |
| 2018 | If Beale Street Could Talk              | Sharon Rivers        |            |
| 2021 | The Harder They Fall                    |                      | Hậu kỳ     |